# バイカイカリソウ
バイカイカリソウ（梅花碇草、学名：Epimedium diphyllum ）は、メギ科イカリソウ属の多年草。

## 特徴
地下茎は褐色で塊状、質は硬く、硬いひげ根を多数出す。茎の高さは20-30cmになる。葉は、1-2回2出複葉で葉柄が長く、小葉は長さ2.5-5cm、幅2-3.5cm、ゆがんだ卵状から卵状楕円形で、先端は鈍頭、基部は心形でやや斜形、縁は刺状の毛が無いか、あっても基部の耳部だけに少しあり、小葉に小葉柄がある。葉の裏面には開出する細毛があるが少ない。
花期は4-5月頃。茎先に総状花序を出し、やや下垂して径10-12mmの白色の花を数個つける。萼片は内外2列で8個あるが、外側の4個の外萼片は膜質、小型で早く落ち、4個の内萼片は卵状披針形で花弁状になり、花弁と同じ長さになる。花弁は4個あり、倒卵形で先端は鈍形で長さ6mm、基部にはイカリソウ属の特徴である碇状の距がなく、蜜腺がない。雄蕊は4個、雌蕊は1個ある。

## 分布と生育環境
日本固有種。本州（中国地方）、四国、九州の暖帯から温帯に分布し、山地の林内、林縁に生育する。

## 名前の由来
和名バイカイカリソウは、「梅花碇草」の意で、花に距が無く、形がウメの花に似る碇草であることによる。種小名 diphyllum は、「二葉の」「二小葉の」の意味。

## 下位分類
- サイコクイカリソウ Epimedium diphyllum Lodd. ex Graham subsp. kitamuranum (T.Yamanaka) K.Suzuki[7] ; syn. Epimedium kitamuranum T.Yamanaka[8] - 茎の高さ15-20cm、葉は2出して3小葉をつける複葉、花は径12-15mm。四国の吉野川流域である徳島県、香川県、高知県と近県である兵庫県（淡路島）に分布する[3][9]。基本種のバイカイカリソウとイカリソウの交雑起源の一型が固定したものと考えられている[3]。絶滅危惧II類(VU)（2012年環境省）[9]。

## ギャラリー
- 内萼片4個、花弁4個で、花弁に距は無い。
- 花はときに紅紫色を帯びる。